# Olof Palme
Sven Olof Joachim Palme (pron. svedese: [ˈûːlɔf ˈpâlːmɛ] ; Stoccolma, 30 gennaio 1927 – Stoccolma, 28 febbraio 1986) è stato un politico svedese, presidente del Partito Socialdemocratico dei Lavoratori di Svezia e ministro di Stato della Svezia in carica al momento della sua morte per omicidio, durante un attentato nella tarda sera del 28 febbraio 1986.
Durante la sua carriera politica fu presidente del Partito Socialdemocratico dal 1969 al 1986, diverse volte ministro, ministro di Stato della Svezia dal 14 ottobre 1969 all'8 ottobre 1976, membro del parlamento dal 1976 al 1982 e poi di nuovo ministro di Stato dall'8 ottobre 1982 fino al giorno del suo assassinio, secondo l'ultima inchiesta, chiusa nel 2020, per mano di un impiegato dell'azienda Skandia suicida nel 2000, sebbene formalmente il caso sia rimasto irrisolto e si sospetti storicamente il coinvolgimento di elementi dell'estrema destra, forse su ispirazione del regime sudafricano, di cui Palme era nemico dichiarato, o di industriali svedesi. Gli succederà Ingvar Carlsson.
Pragmatico e deciso, Palme condusse una vita politica coraggiosa e rischiosa in chiave internazionale, opponendosi alla guerra del Vietnam, all'apartheid sudafricano e alla proliferazione delle armi nucleari. Intrattenne buoni rapporti col blocco comunista (pur criticandone duramente l'autoritarismo), con la Cuba di Fidel Castro e il Cile di Salvador Allende, manifestando una decisa opposizione diplomatica al governo dittatoriale di Augusto Pinochet, instauratosi nel paese sudamericano dopo la morte violenta di Allende durante il golpe del 1973 voluto dagli USA, e con i paesi non allineati.
Fu nominato nel 1986 come mediatore dell'ONU nella guerra Iran-Iraq. Venne candidato anche alla carica di Segretario generale delle Nazioni Unite, fu vicepresidente dell'Internazionale Socialista, e favorì l'integrazione europea. In politica interna contribuì alla crescita e al rafforzamento della socialdemocrazia di tipo nordico (modello svedese), propugnando l'avvento di un tipo di economia pianificata in un contesto di socialismo democratico, cogestione delle grandi imprese e sindacalismo.

## Biografia
Nasce a Stoccolma da una famiglia di origini baltiche, di condizione medio-alta e ideologia conservatrice. Perde il padre all'età di 5 anni. Frequentando l'Università di Stoccolma aderisce all'associazione degli studenti socialdemocratici. Laureatosi nel 1951, Palme diviene presto, grazie alla personalità carismatica unita alla sua carica umana, presidente dell'Unione degli Studenti Svedesi, associazione legata al Partito socialdemocratico svedese.
Olof Palme era solito passare le sue vacanze estive insieme alla sua famiglia sull'isola di Fårö. Dal 1955 al 1985, per trent'anni lo fece ininterrottamente. Non risulta che abbia mai intrattenuto rapporti personali con Ingmar Bergman, suo coinquilino importante. Non esistono foto, testimonianze, articoli sui giornali che parlino di avvenuti incontri tra i due sull'isola di Fårö, mentre sono documentati incontri in occasione di eventi ufficiali ai quali i due presenziarono contemporaneamente a Stoccolma. Probabilmente Ingmar Bergman non cercò mai d'incontrare Olof Palme, poiché imputava a lui e al suo governo socialdemocratico parte della responsabilità per l'accusa di frode fiscale che gli piovve addosso nel 1975. Un monumento realizzato in pietra locale eretto sull'isola ricorda la figura politica di Olof Palme.

### Carriera politica
Il giovane Olof Palme, notato dal primo ministro Tage Erlander, diviene suo segretario, e nel 1961, capo della divisione di gabinetto. Nel 1962 è ministro delle Comunicazioni; e nel 1965 per l'Educazione e gli Affari culturali. Contribuisce in maniera efficiente al radicamento del modello svedese, basato su un welfare generoso e capillare, con l'obiettivo di sostenere il cittadino “dalla culla alla tomba”. Nemmeno i governi di centro-destra metteranno in crisi l'orientamento socialdemocratico della Svezia.
Si accentua la neutralità svedese e la sua cultura libertaria e centrata sul rispetto dei diritti civili (Onbudsman, il Difensore Civico era nato proprio in Svezia nel 1809) e umani in genere, e sull'accoglienza degli stranieri. In molte di queste scelte, determinante è l'iniziativa di Olof Palme: nel 1969 è eletto presidente del Partito socialdemocratico. In quegli anni, il diritto d'asilo che egli concede a tanti giovani statunitensi renitenti alla leva, in quanto contrari alla guerra in Vietnam, rende più difficili le relazioni con gli USA.

#### Governo Palme I
(Olof Palme)
Nel 1969 Palme è nominato Primo ministro. Il primo governo Palme (1969-1976) si caratterizza per l'accentuazione del carattere già egualitario della politica fiscale. La pressione fiscale complessiva per il lavoratore medio svedese arriverà a incidere addirittura sul 64% del suo reddito (questo già anni prima l'ascesa politica di Palme); tuttavia i redditi più alti pagavano una percentuale di imposte più che proporzionale rispetto ai redditi più bassi, anche a fini di ridistribuzione del reddito. I livelli di corruzione rimasero sempre molto bassi e la rete di welfare risulta tuttora molto efficiente.
Palme sostiene in questi anni il “piano Meidner”, elaborato nel 1971 dall'economista Rudolf Meidner, vicino alla LO, principale sindacato svedese, particolare esperimento di socializzazione che non prevedeva una grande proprietà pubblica né una statalizzazione forzata con aziende totalmente pubbliche; esso prevedeva il graduale trasferimento a fondi gestiti dai sindacati, di sempre maggiori quote del capitale azionario delle grosse imprese (configurandosi come un'originale cooperazione-cogestione con partecipazione agli utili e azionariato popolare tra dipendenti su spinta dello Stato) e fu uno dei progetti più audaci del socialismo riformista europeo. Tuttavia non riuscì mai ad essere messo completamente in pratica, né la Svezia adottò una totale economia pianificata di tipo collettivista o mista.
Intorno alla metà degli anni Settanta, dopo una fase in cui la crisi petrolifera del 1973 non sembra avere ripercussioni sulla Svezia, con inflazione bassa e crescita di profitti e salari, la spesa pubblica eccessiva e gli alti contributi dei datori di retribuzioni privati ai fondi pensione producono un forte aumento dell'inflazione; alcuni settori tradizionalmente forti dell'economia sono colpiti dalle conseguenze della crisi del petrolio. Questo portò alla vittoria dei conservatori alle elezioni del 1976, i quali tuttavia non incisero più di tanto sul sistema economico; nel 1982, dopo la nuova vittoria socialdemocratica, Palme tornò premier.

#### Governo Palme II
(Discorso pronunciato a Stoccolma nel 1984)

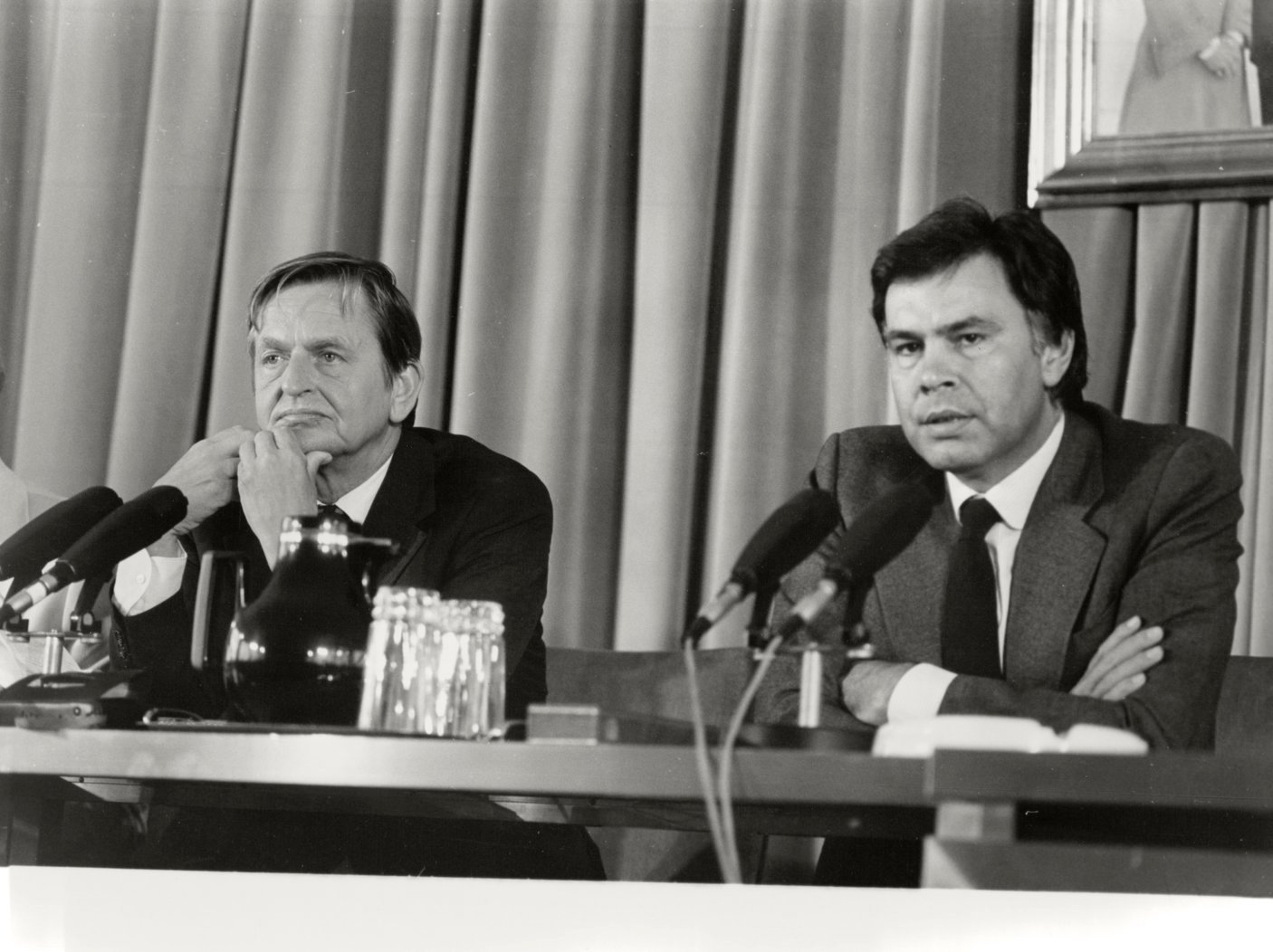
Palme con Felipe González nel 1984.

Nell'autunno 1982, quasi in contemporanea al trionfo di Felipe González in Spagna, e un anno dopo le vittorie di Mitterrand in Francia e del PASOK di Andreas Papandreou in Grecia (l'anno dopo sarebbe toccato a Craxi in Italia) ci fu il trionfo dei socialdemocratici, riconfermato nel 1985, nel quadro generale di ritorno al potere delle socialdemocrazie europee, nonostante altrove reggesse il modello neoliberista reaganiano e thatcheriano. Il modello svedese comincia a perdere terreno in tempi di crisi ricorrenti, stagflazione, e globalizzazione. Palme ripropone il piano Meidner, che sarà attuato parzialmente dai successori, in quanto egli non riuscirà a vederlo realizzato.

### L'omicidio
Olof Palme morì assassinato nel 1986. L'omicidio, il primo del genere nella storia della Svezia moderna, fu un grande trauma nazionale e politico; avvenne nel pieno centro di Stoccolma, in Sveavägen, la sera del 28 febbraio 1986, mentre Palme stava rientrando a casa insieme alla moglie Lisbeth dopo essere stato al cinema; alle ore 23:21 un uomo, nascosto nell'ombra, gli sparò due colpi di 357 Magnum alla schiena mentre gridava imprecazioni contro di lui. La morte di Palme fu dichiarata ufficialmente il 1º marzo, sei minuti dopo la mezzanotte, per effetto di un solo colpo. La moglie fu ferita dal colpo andato a vuoto, ma di striscio e senza gravi conseguenze.
Quel giorno Palme era apparso preoccupato e nervoso dopo alcuni colloqui diplomatici, ma aveva congedato la scorta. Poco prima aveva concesso la sua ultima intervista, uscita postuma e intitolata Siamo tutti in pericolo. La salma di Palme è sepolta nel cimitero della chiesa di Adolf Fredrik a Stoccolma, mentre una targa commemorativa è stata apposta nel punto esatto in cui cadde il suo corpo dopo gli spari.

#### Il processo a Christer Pettersson
L'istruttoria processuale per il suo assassinio è stata la più lunga e la più costosa mai portata avanti in Svezia e non è stata ancora chiusa, dal momento che il suo assassino non è stato ancora catturato. Uno dei primi sospettati fu arrestato nel 1988; si trattava di Christer Pettersson, alcolizzato e tossicodipendente, riconosciuto dalla moglie di Palme pur con alcune incertezze (secondo alcuni il confronto all'americana fu viziato e ci furono depistaggi, e gli altri testimoni non lo riconobbero); Pettersson era riconosciuto come violento e impulsivo, essendo pregiudicato per omicidio preterintenzionale: in gioventù aveva accoltellato un passante solo perché costui lo aveva urtato facendogli cadere i regali di Natale proprio sulla Sveavägen, luogo dove morì Palme e dove Pettersson spesso girava in cerca di droga. In carcere conobbe un bombarolo e trafficante di armi, Lars Tingstrom, che scontava l'ergastolo per duplice omicidio volontario, avvenuto nel tentativo di assassinare un giudice da cui si riteneva perseguitato, tramite un pacco bomba. Secondo lo psichiatra e criminologo che aveva in cura Pettersson, questo incontro lo radicalizzò nelle sue convinzioni anti-sistema, facendolo sentire una vittima della società. Pettersson fu sottoposto a processo con l'accusa di essere l'assassino e condannato all'ergastolo dalla Pretura di Stoccolma, ma fu successivamente prosciolto dalla Corte d'Appello per insufficienza di prove e scarcerato. Il proscioglimento fu definitivamente confermato dalla Corte Suprema nel 1998, nonostante la polizia avesse presentato alcune nuove prove.

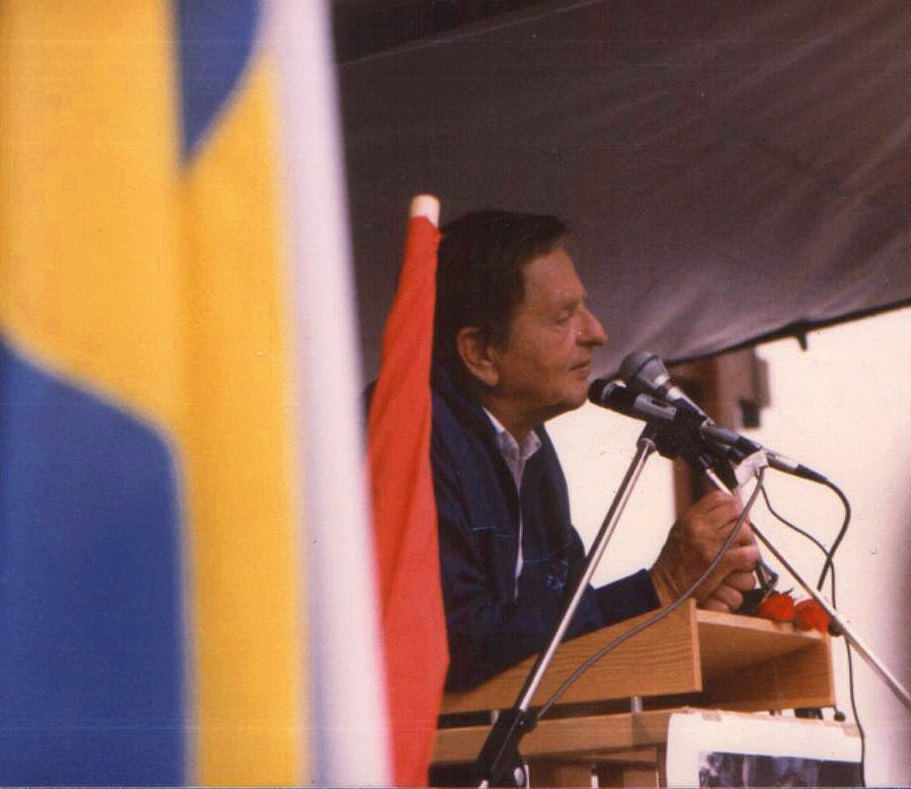
Comizio di Olof Palme a Mora, il 1º agosto 1985

Nel 2001 il giornalista freelance Gert Fylking, conoscente di lunga data dell'uomo, raccolse una presunta confessione diretta di Pettersson, ormai non più processabile, il quale disse di aver sparato a Palme in preda ad una crisi di astinenza da anfetamine, esacerbata dai suoi problemi di gestione della rabbia e dalla sua paranoia, che gli fecero vedere Palme come il massimo responsabile del "sistema" e quindi dei suoi problemi; la lettera dettata a Fylking conteneva le parole: "Sicuro come l'inferno che sono stato io a sparare a Olof Palme, ma non mi inchioderanno mai; l'arma è sparita". La pistola, trovata da Pettersson mentre cercava soldi o droga rovistando nella casa del suo pusher, Sven Sigvard Cedergren, sarebbe stata gettata nel mar Baltico poco dopo. In seguito a quest'articolo, Lisbet Palme riconfermò la testimonianza del 1989, riconoscendo ancora in Petterson l'esecutore materiale del delitto. Poco dopo Petterson intervenne nuovamente, questa volta per smentire la confessione.
Dopo la sua morte, in un documentario televisivo si è sostenuto che avesse altresì confessato di aver effettivamente sparato a Palme, ma che non volesse uccidere lui ma il suo spacciatore Cedergren, che aveva lo stesso cappotto e a cui doveva ancora dei soldi per la droga; si sarebbe trattato di uno scambio di identità o di una tragica fatalità, quindi il fatto di camminare in borghese e senza scorta al buio, proprio in quella strada, sarebbe stato fatale a Palme. Questa versione però presenterebbe molte lacune. Molti ritennero queste "confessioni" alla stregua di gesti di un mitomane in cerca di denaro o pubblicità. Va detto che negli anni furono interrogati circa 10.000 sospetti, e che ben 134 di loro si dichiararono colpevoli, fornendo però particolari errati o non trovandosi in zona al momento, e venendo quindi considerati solo dei mitomani.
Christer Pettersson morirà per problemi di droga nel 2004, sebbene si parlò di un pestaggio ad opera della polizia: trovato ferito con ematomi alla testa dovuti, secondo l'autopsia e gli esami, a una crisi epilettica seguita ad overdose di eroina, morì dopo alcuni giorni di coma, per emorragia cerebrale; il giorno prima del ricovero, aveva contattato uno dei figli di Palme, Mårten (presente la sera del delitto al cinema assieme al padre), affermando di volergli rivelare qualcosa sull'omicidio del politico.

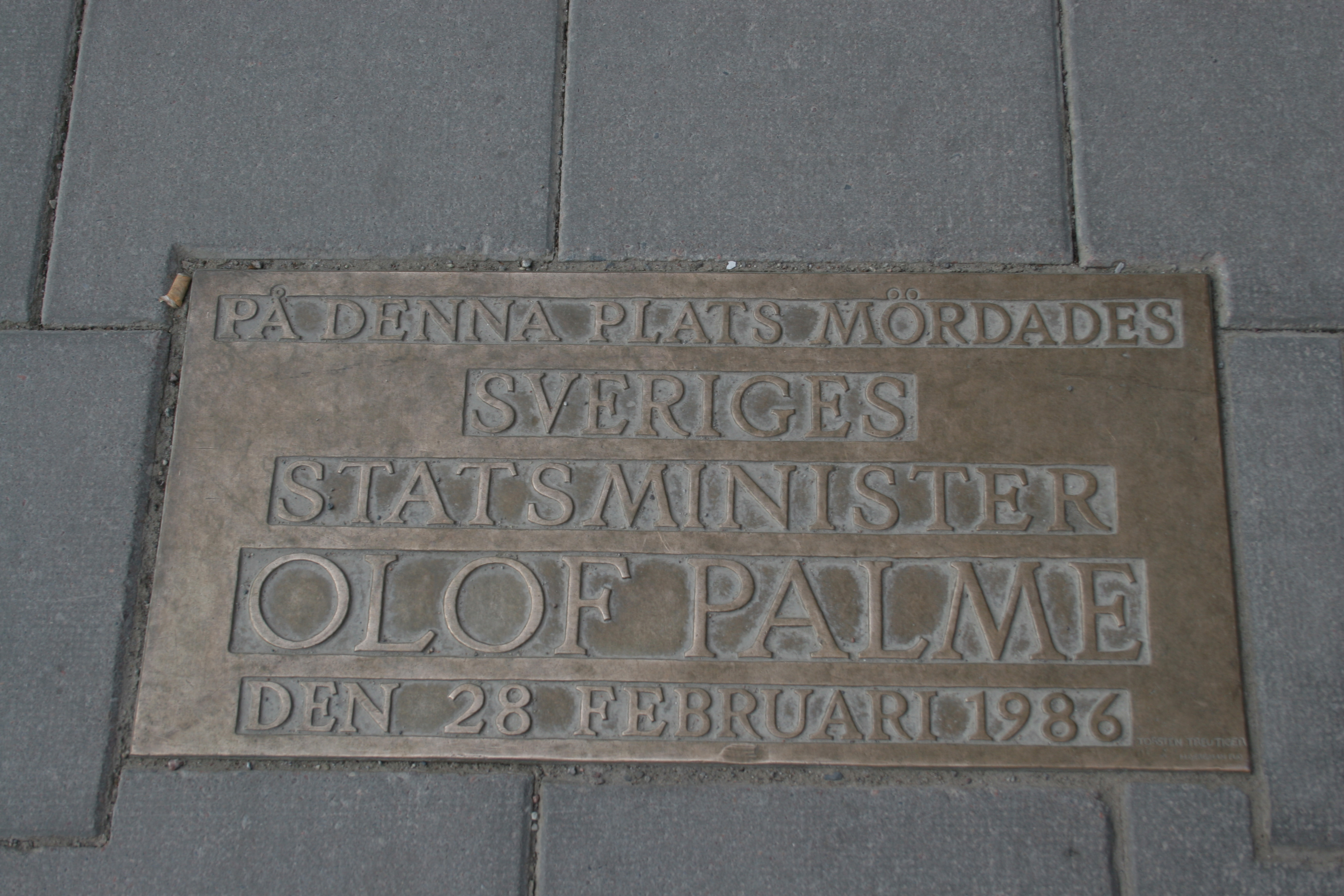
Targa commemorativa di Olof Palme posta presso il luogo in cui fu assassinato.

#### Le altre piste
Come altri omicidi controversi e mai chiariti completamente (ad esempio quello di J.F. Kennedy), sono state avanzate le più diverse ipotesi riguardo alle responsabilità materiali dell'assassinio e al movente: dall'estremismo politico di stampo neofascista all'omicidio su commissione del governo sudafricano a cui Palme si era opposto perorando la causa dell'African National Congress contro l'apartheid, fino al delitto voluto dagli Stati Uniti d'America, al terrorismo, a motivi politici ed economici, e al suo ruolo mondiale come inviato di pace delle Nazioni Unite; infine furono ipotizzati anche possibili motivi personali da parte di persone che avessero del risentimento verso Palme, o il gesto di uno squilibrato solitario..
Tra le ipotesi vi è stata anche una pista italiana - ipotizzata dallo scrittore portoghese Luís Miguel Rocha nel libro La morte del Papa - che lo vedrebbe ucciso per mano (o tramite il coinvolgimento) della P2 (in quanto struttura utilizzata dai servizi segreti deviati di varia matrice) assieme a Papa Giovanni Paolo I, Aldo Moro e il primo ministro portoghese Francisco Sá Carneiro: «Tell our friend the Swedish palm will be felled», cioè "Informa il nostro amico che la palma svedese sarà abbattuta" era infatti il testo di un telegramma di Licio Gelli a Philip Guarino, uomo vicino a George H. W. Bush nonché ex prete cattolico vicino all'estrema destra, datato 25 febbraio 1986.
Secondo una variante di questa pista, i mandanti sarebbero le dittature sudamericane, forse quella di Pinochet, per punire Palme del sostegno dato agli esuli perseguitati. I servizi segreti di Santiago, coinvolti in altri omicidi (Eduardo Frei Montalva, Carlos Prats, Orlando Letelier, forse Pablo Neruda), avrebbero utilizzato come sicario Roberto Thieme Schiersand, neofascista cileno a capo del gruppo paramilitare Patria y Libertad, finanziato dalla CIA.
Della stessa faccenda si è occupato uno speciale del TG1 RAI del luglio 1990, in cui si ipotizzava un coinvolgimento della CIA e della P2, o di gruppi segreti stay-behind svedesi, come il cosiddetto piano Informationsbyrån o la Sveaborg (unità composte da militari e paramilitari di idee fortemente anticomuniste, e legati all'Operazione Gladio).
Altre piste ipotizzarono anche servizi segreti di paesi comunisti come il KGB, risentiti per le critiche che Palme faceva non solo alle potenze occidentali ma anche al mondo oltre la "cortina di ferro", offrendo una valida alternativa socialista al comunismo di stampo marxista-leninista. Tra presunte confessioni e false piste, si tirarono in ballo anche i servizi segreti jugoslavi, indipendentisti croati, i curdi del PKK, il Mossad. Per quanto riguarda il PKK, partito considerato allora terroristico e messo fuori legge da Palme, il leader Abdullah Öcalan ha affermato di non essere coinvolto, ma ammise la possibile partecipazione di scissionisti guidati dalla sua ex moglie.

##### Pista neofascista-industriale
Lo scrittore e criminologo Leif G. W. Persson, nei suoi due romanzi (che lui stesso dice essere solo parzialmente un'opera di fantasia essendo basato, in buona parte, su documenti della polizia normalmente non accessibili) Tra la nostalgia dell'estate e il gelo dell'inverno (2002) e In caduta libera come in un sogno (2007), ipotizza che la responsabilità dell'omicidio sia da attribuirsi a schegge impazzite (elementi neonazisti) dei servizi segreti svedesi, che ritenevano Palme una spia sovietica, o forse agirono su mandato di alcuni industriali ostili alle politiche socializzanti palmiane, utilizzando un poliziotto della scorta di Palme (quella sera non presente per scelta del primo ministro) come sicario o fiancheggiatore. Nel 2012 Eva Rausing, moglie di Hans Christian Rausing (erede del colosso economico Tetra Pak), affermò di essere venuta a conoscenza del nome del killer e del luogo dove era stata nascosta l'arma del delitto (mai ritrovata), ma morì poco dopo per overdose di stupefacenti a Londra, nella sua casa del quartiere Belgravia. Secondo lo scrittore Gunnar Wall, con cui la donna aveva parlato, Rausing sosteneva che il mandante fosse un imprenditore svedese che temeva le riforme socialiste di Palme.

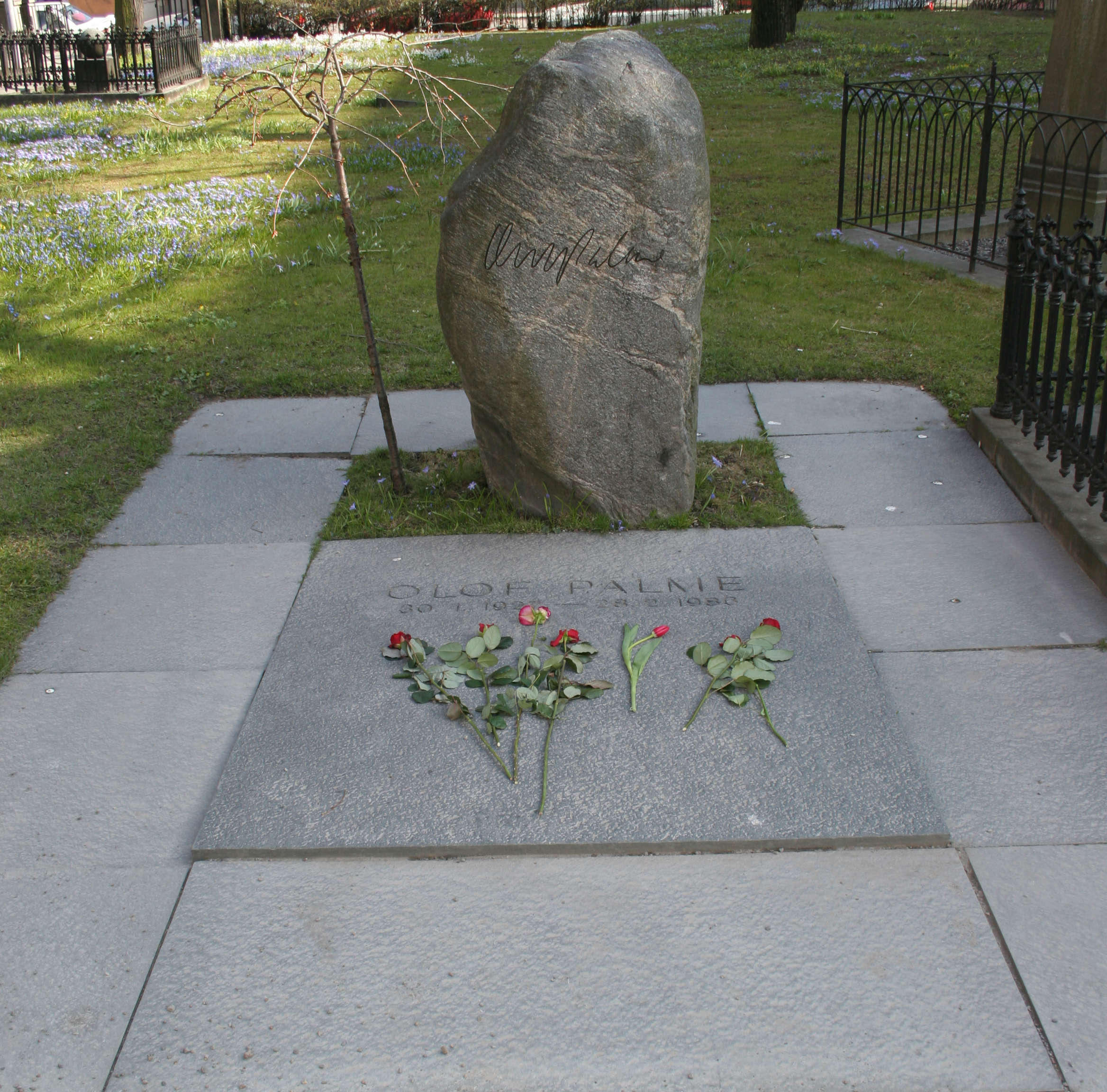
Tomba di Olof Palme

##### Pista sudafricana (Stieg Larsson)
Il codice penale svedese prevedeva un limite di 25 anni per lo svolgimento dell'istruttoria processuale per omicidio, ovvero fino al 2011, anno dopo il quale il caso è stato archiviato. 
Tuttavia il caso è stato riaperto nel 2014, in seguito a una modifica della legge e alla lettura di appunti che il giallista svedese Stieg Larsson, prima di morire nel 2004 per cause naturali, aveva consegnato alla polizia. Le morti di Rausing e di Larsson sono, da alcuni, considerate misteriose e sospette come quella di Petterson. Larsson sospettava il coinvolgimento diretto di un ex ufficiale svedese con simpatie neofasciste e legato ai servizi segreti sudafricani del periodo dell'apartheid, Bertil Wedin (promotore di un depistaggio proveniente dalla Turchia, in cui accusava i curdi), trasferitosi a Cipro poco prima dell'omicidio Palme e condannato nel Regno Unito per spionaggio e altri reati, tra cui il coinvolgimento (con altri tra cui l'ufficiale Craig Williamson) in due attentati dinamitardi ai danni di sedi estere dell'African National Congress a Londra e Stoccolma, oltre che sospettato di cospirazione per tentare di uccidere Oliver Tambo, ma amnistiato in Sudafrica dalla Commissione per la Verità e la Riconciliazione voluta da Nelson Mandela.
Nel 2016 un'inchiesta giornalistica su Bertil Wedin ha dimostrato che l'alibi di Alf Enerström (nato nel 1929), anziano medico ed estremista di destra legato a Wedin e sospettato di essere il vero killer (non si sa se fosse presente anche Petterson come appoggio), ossia che al momento dell'omicidio era a casa della fidanzata di allora, era falso, come dimostrato da un'intervista alla donna, rintracciata dopo molti anni. Durante le ore vicine alla morte di Palme, Enerström si allontanò in realtà in cerca di un parchimetro (nonostante fossero in giornata in cui la sosta era gratuita in quella zona) e non tornò per molto tempo, mostrando poi al rientro a tarda notte, a detta dell'ex fidanzata, un "atteggiamento strano" e inquietante. Lei non gli chiese nulla e mentì per lui fornendogli l'alibi, principalmente per paura delle sue frequenti reazioni violente.
Il presunto omicida, secondo questa pista, vive in Svezia ma non è stato comunque incriminato, mancando prove sicure.
Bertil Wedin, presunto organizzatore, vive invece dal 1986 nella Repubblica di Cipro Nord, sotto amministrazione turca, dove non esiste estradizione. Ha affermato di detestare Palme, ma di non essere coinvolto col delitto. Nemmeno lui è stato indagato, ed il caso è tuttora aperto. Il procuratore di Stoccolma Krister Pettersson ha costituito nel novembre 2016 una squadra speciale dedicata alle indagini sul delitto Palme. Finora nessun mandante è mai stato incriminato, sebbene la teoria più diffusa sia quella indicata dalle carte di Larsson, ossia un omicidio su ordine del regime sudafricano allora guidato da Pieter Botha per punire Palme del suo appoggio a Nelson Mandela.

##### Stig Engstrom (ultima inchiesta ufficiale)
L'inchiesta del procuratore Pettersson si è chiusa nel giugno 2020 con l'individuazione del presunto colpevole in Stig Engstrom, un grafico dipendente della Skandia, con problemi personali, simpatie di destra moderata e che detestava le idee del primo ministro; egli era stato ascoltato come testimone sul luogo del delitto dopo l'assassinio di Palme, figurando tra i soccorritori (fu in seguito soprannominato "Skandia man") e che morì suicida vent'anni prima, nel 2000. Non essendo possibile incriminarlo essendo ormai deceduto, o individuare i possibili mandanti (se ve ne furono) o eventuali complici - che fossero estremisti di destra, sudafricani o industriali - il fascicolo è stato chiuso seppure tra molte critiche, tra cui la mancanza di prove decisive contro l'uomo.

## Palme nella cultura di massa
Olof Palme viene più volte citato, in maniera più o meno importante ai fini della trama, in diversi romanzi svedesi, tra i quali:
- la serie del commissario Kurt Wallander di Henning Mankell, in cui l'accaduto viene spesso ripreso e menzionato come inizio del degrado della società svedese;
- la serie Millennium iniziata dal giornalista Stieg Larsson, per quanto riguarda ricostruzioni storiche sulla politica svedese;
- la vicenda Palme è al centro del citato romanzo di Leif G. W. Persson, In caduta libera come in un sogno. La caduta dello Stato sociale, parte III, 2008 (Faller fritt som i en dröm, 2007), edito da Marsilio Editori, con traduzione di Giorgio Puleo;
- l'assassinio è uno dei punti cruciali del romanzo horror L'altro posto dello scrittore John Ajvide Lindqvist.
- l'evento viene ripreso anche nel romanzo di Stieg Larsson La regina dei castelli di carta.
- il personaggio di Palme è presente nel film Rapina a Stoccolma (2018).

## Premi
- Premio Colombe d'Oro per la Pace da parte dell'Istituto di Ricerche Internazionali Archivio Disarmo (1986). [30]

### In italiano
- Aldo Garzia, Olof Palme. Vita e assassinio di un socialista europeo, Editori Riuniti, 2007
- Leif G.W. Persson, In caduta libera come in un sogno (romanzo-inchiesta, trilogia La caduta dello Stato sociale), Marsilio, 2008
- Olof Palme, Tra utopia e realtà: Olof Palme e il socialismo democratico. Antologia di scritti e discorsi (a cura di Monica Quirico), Editori Riuniti Univ. Press, 2009
- Jan Stocklassa, L'uomo che scherzava col fuoco. L'ultima inchiesta di Stieg Larsson, 2019